# Кобильники (Поддембицький повіт)
Кобильники (пол. Kobylniki) — село в Польщі, у гміні Поддембиці Поддембицького повіту Лодзинського воєводства.
Населення — 77 осіб (2011).
У 1975-1998 роках село належало до Серадзького воєводства.

## Демографія
Демографічна структура станом на 31 березня 2011 року:
|          | Загалом | Допрацездатний вік | Працездатний вік | Постпрацездатний вік |
| -------- | ------- | ------------------ | ---------------- | -------------------- |
| Чоловіки | 37      | 5                  | 26               | 6                    |
| Жінки    | 40      | 6                  | 18               | 16                   |
| Разом    | 77      | 11                 | 44               | 22                   |